# Who (album)
Who è il dodicesimo album in studio del gruppo musicale britannico The Who, pubblicato nel 2019.

## Storia
Il gruppo, ridotto a soli due membri, il cantante Roger Daltrey e il musicista Pete Townshend, ha supportato l'album con Moving On! Tour.
L'album venne registrato a Londra e Los Angeles durante la primavera e l'estate del 2019, prodotto da Pete Townshend con da D. Sardy e Dave Eringa; oltre ai due del gruppo, hanno collaborato altri muscisti come Zak Starkey, Pino Palladino, Simon Townshend, Benmont Tench, Carla Azar, Joey Waronker e Gordon Giltrap.

## Copertina
La copertina è stata ideata da Peter Blake. Sulla copertina il titolo è stilizzato "WHO". Costituita da diversi immagini, compare anche la scritta "DETOUR" che ricorda il primo nome del gruppo al momento della sua formazione, the Detours.

## Accoglienza
Ha raggiunto il numero tre della UK Albums Chart e il numero due della Billboard 200 americana.

## Tracce
Tutte le tracce sono state scritte e composte da Pete Townshend, eccetto dove indicato.
1. All This Music Must Fade – 3:20
2. Ball and Chain – 4:29
3. I Don't Wanna Get Wise – 3:54
4. Detour – 3:46
5. Beads on One String (Pete Townshend, Josh Hunsacker) – 3:40
6. Hero Ground Zero – 4:52
7. Street Song – 4:47
8. I'll Be Back – 5:01
9. Break the News (Simon Townshend) – 4:30
10. Rockin' in Rage – 4:04
11. She Rocked My World – 3:22

Tracce Bonus Edizione Deluxe
1. This Gun Will Misfire – 3:36
2. Got Nothing to Prove – 3:38
3. Danny and My Ponies – 4:02

## Formazione
The Who
- Roger Daltrey – voce (tracce 1-7, 9-11)
- Pete Townshend – chitarra, voce (8, 12-14), basso, shaker, armonica

Altri musicisti
- Carla Azar – batteria(3, 10)
- Matt Chamberlain – batteria (6)
- Gordon Giltrap – chitarra acustica (11)
- Pino Palladino – basso (1, 2, 4-8, 11)
- Gus Seyffert – basso (3, 9, 10)
- Zak Starkey – batteria (1, 2, 4, 7)
- Benmont Tench – tastiera(1, 3, 10)
- Joey Waronker – batteria (5, 8, 11)